# Yoon In-seon
Yoon In-seon (30 novembre 1957) è un ex calciatore sudcoreano, di ruolo difensore.